# 허균
허균(許筠, 1569년 ~ 12월 10일 1618년)은 조선의 문신이다. 본관은 양천(陽川). 자는 단보(端甫), 호는 교산(蛟山)·학산(鶴山)·성소(惺所)·백월거사(白月居士)이다. 벼슬이 좌참찬에 이르렀다. 소설 《홍길동전》의 작가이다.

## 생애
강릉 출신. 임진란 당시 의병을 일으켜 싸운 공로로 선무원종공신 1등(宣武原從功臣一等)에 녹훈되었다. 1594년(선조 27년) 문과(文科)에 급제하고 1597년(선조 30년) 다시 중시문과(重試文科)에 급제하여 공주 목사를 거쳤으나 반대자에게 탄핵받아 파면되고 유배당했다. 시류에 영합하지 않고, 기생과 어울리기도 했고, 불교를 신봉하여 논란을 야기(惹起)하기도 했다. 1614년(광해군 6년) 8월 27일 위성원종공신 2등(衛聖原從功臣二等)에 책록되었다. 벼슬은 정헌대부 의정부좌참찬 겸 예조판서에 이르렀다. 광해군 때 대북에 가담하여 실세로 활동하였으며, 1617년(광해군 10년) 인목대비 폐모론에 적극으로 가담하였다. 그리고 도문대작이라는 요리 서책을 썼다.신분제도와 서얼 차별에 항거하려고 서자와 불만하는 계층을 규합하여 혁명을 계획하다 발각되어, 이를 비판하던 기자헌을 제거하려다가 역으로 반역을 도모하려 했다는 기준격의 밀고로 능지처참되었다.
그의 문집은 시류에 맞지 않는다는 이유로 조선 왕조 치하에서 모두 인멸(湮滅)될 뻔하였으나, 그가 죽음을 예상하고 당시 소년이던 외손자 이필진에게 전해줘서 후대에 전래되었다. 《홍길동전》(洪吉童傳)과 《성소부부고》(惺所覆瓿藁) 등을 남겼다. 특히 《홍길동전》은 무명으로 발표하였으나 나중에 유몽인이 그의 작품이라는 기록을 남겨 알려지게 되었다.
당색(黨色)으로는 동인이었으며 북인, 대북으로 활동하였다. 초당 허엽의 아들로, 허성의 이복제(異腹弟)이자 허봉, 허난설헌의 친제(親弟)이다. 우성전은 그의 이복 매부였다. 손곡 이달과 서애 류성룡 문인이다. 

#### 출생과 가계 배경

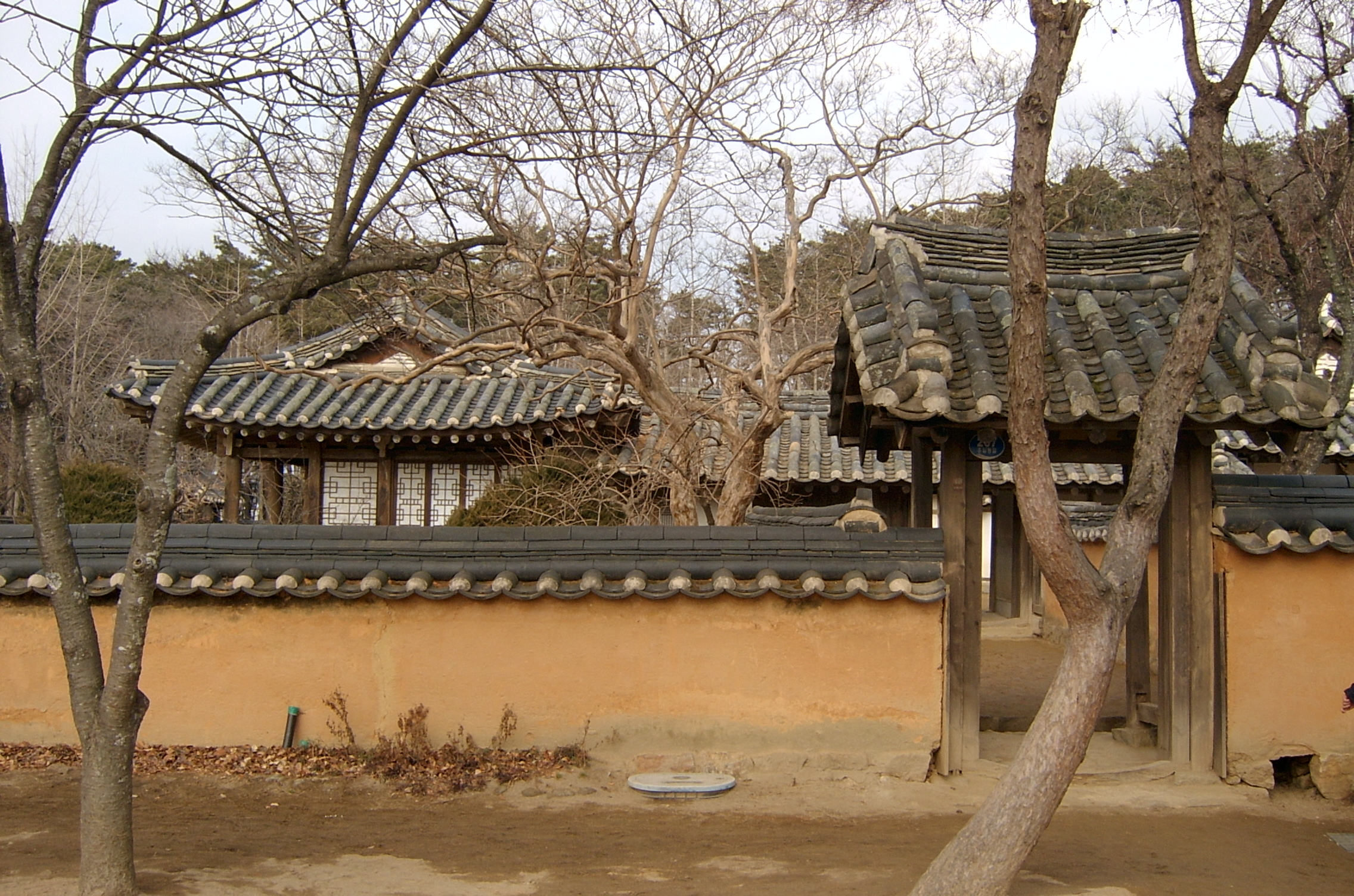
강릉 초당동에 취치한 허균 생가

허균은 1569년(선조 3년) 음력 11월 3일에 강릉 초당동에서 군수와 동지중추부사(同知中樞府事)를 지낸 초당(草堂) 허엽(許曄)과 둘째 부인인 강릉 김씨 예조참판 김광철(金光轍)의 딸 사이에서 삼남 삼녀 가운데 막내로 태어났다. 임진왜란 직전 일본통신사의 서장관으로 일본에 다녀온 허성(許筬)은 그의 이복형이고 우성전의 처가 그의 이복 누나이며, 후에 율곡 이이를 탄핵했다가 송응개 등과 함께 계미삼찬으로 몰려 축출된 허봉과 난설헌(蘭雪軒) 허초희가 각각 동복 형과 누나이다.
그의 부친 초당 허엽(許曄)은 사림파의 일원으로, 서경덕의 문하와 이황의 문하에서 수학(受學)한 인물이었다. 초당은 경상도 관찰사를 지냈고 동인의 영수(領袖)가 되었던 인물로, 한때 강릉의 맑은 물로 초당 두부를 만들었다. 강릉의 물맛으로 특이한 두부를 만들어 초당 두부의 명성은 한성부까지 전래되었으나 초당은 관료로서 장사한다고 하여 탄핵받기도 했다. 부친 초당은 동인을 창당한 일원 중 한 사람으로, 후일 허균은 동인에서 분리된 북인의 일원이고 북인의 강경파인 대북의 일인으로 활동했다.
허균의 나이 12세인 1580년(선조 13년)에 부친 초당이 상주에 있는 객관에서 별세하였다. 학문은 둘째 형의 벗인 이달에게서 배우다가 나중에 류성룡에게 배웠다. 서자 출신으로 출세가 어려웠던 이달의 처지에 비애를 느끼고 『홍길동전』을 지었다. 허균도 재취 부인의 소생으로 서자와 다름없는 형편이라서 이달의 불우(不遇)한 처지에 깊이 공감했다.

#### 유년기
어릴 적부터 그의 기억력은 비상하였고, 10세 이전의 소년기 때 글을 잘 지어서 주변을 놀라게 하였다. 유몽인은 『어우야담(於于野談)』에서 “역적 허균은 총명하고 재기가 뛰어났다”면서 어린 시절의 일화를 소개했다.
9세에 능히 시를 지었는데 작품이 아주 좋아서 여러 어른이 칭찬(稱讚)하며, ‘이 아이는 나중에 마땅히 문장 하는 선비가 될 것이다’라고 말했다. 그러나 이모 사위 추연(秋淵)만은 그 시를 보고 ‘후일 그가 비록 문장에 뛰어난 선비가 되더라도 허씨 문중을 뒤엎을 자도 반드시 이 아이일 것이다’라고 말했다.

(<어우야담>)

당대 명사였던 추연(秋淵)이 어린아이의 시에서 ‘허씨 문중을 뒤엎을’ 그 무엇을 봤는지는 몰라도 그만큼 허균은 어린 시절부터 남달랐다. 허균 자신도 ‘운명을 풀이하는 글’[解命文]에서 이런 사실을 인정한다.
나는 기사년(己巳年·1569, 선조 2년) 병자월(丙子月·11월) 임신일(壬申日·3일) 계묘시(癸卯時)에 태어났다. 성명가(星命家·사주, 관상가)가 이를 보고 ‘신금(申金)이 명목(命木)을 해(害)치고 신수(身數)가 또 비었으니 액(厄)이 많고 가난하고 병이 잦고 꾀하는 여러 일이 이루어지지 않겠다. 그러나 자수(子水)가 중간에 있는 고(故)로 수명이 짧지 않겠고 강수가 맑고 깨끗하여 재주가 대단하겠고 묘금(卯金)이 또 울리므로 이름이 천하 후세에 전하리라’라고 말했다. 나는 그전부터 이 말을 의심해왔으나 벼슬길에 나온 지 17년에서 18년 이래 전패(顚沛)와 총욕(寵辱)이 반복되는 갖가지 양상이 은연중(隱然中) 그 말과 부합되고 보니 이상하기도 하다.

(<성소부부고.>)

5살 때부터 형 허봉의 벗인 손곡(蓀谷)에게 글을 배우기 시작하였으며 9세 때 이미 묘사를 잘하여 시를 잘 지을 줄 알았다. 12세 때 아버지를 잃고 외로움을 달래려 더욱 시문 공부에 전념하였다. 첫 스승인 이달은 둘째 형의 벗으로서 당시 원주의 손곡리(蓀谷里)에 살았는데 그에게 시의 묘체를 깨닫게 해주었으며, 인생관과 문학관에도 많은 영향을 주었다.

스승 서애 류성룡

후에 이달에게 시와 글을 배우다가 매부 추연(秋淵)의 추천으로, 당대 대학자 류성룡의 문하에 들어가 성리학과 글을 배웠다.

### 청년기

#### 초시, 생원시 합격과 임진왜란
일찍 부친을 여의었으나 20세 이상 나이 차이가 나는 이복 형 허성의 집과, 강릉의 외가를 오가며 풍족하지는 않았으나 어렵지 않은 소년기를 보냈다.
그의 나이 17세 때인 1585년(선조 18년) 초시에 급제하고 안동 김씨 김대섭(金大涉)의 차녀와 혼인한다. 안동 김씨 부인의 친정어머니는 청송 심씨 심전(沈銓)의 딸로, 좌의정 심통원과 영의정 심연원의 종손녀이자 인순왕후, 심의겸의 6촌 여동생이다.
21세 때인 1589년 생원시에 급제하나 열다섯 살 때 그와 가까웠던 친형 허봉이 이이를 탄핵하다가 함경도 종성으로 유배됐고, 김성립(金誠立)에게 출가한 누이 난설헌은 시댁과 불화를 겪고 자식들은 잇달아 세상을 떠나서 눈물을 흘리면서 세월을 보내고 있었다. 허균이 스무 살 때인 1588년(선조 21년) 허봉은 끝내 서울 땅을 밟지 못하고 금강산에서 병사했다. 생전에 허봉은 허균에게 “온갖 일이 인간에게 있는 것이어서 높은 재주로도 영락(零落)하여 초망(草莽)을 떠도는구나”(‘아우에게 보냄’, 편지 「하곡집(荷谷集)」)을 보냈는데, 형 허봉은 곧 금강산에서 객사하고 만다.
24세 때인 1592년(선조 25년) 임진왜란을 피하던 와중에 부인 안동 김씨가 단천에서 첫아들을 낳고 사망하고 어린 아들도 전란 중에 병사한다. 가족을 잃은 허균은 이후 집필에 몰두했는데 외가 애일당 뒷산의 이름을 따서 호 교산(蛟山)을 사용한다.
그 뒤 허균은 선산 김씨로 동인의 초대 당수인 김효원의 딸과 재혼한다. 김효원의 동생이자 후처의 숙부인 김이원은 북인의 중진이었다. 이때 그는 광해군을 수행했는데 그 공로로 후에 위성원종공신 2등에 책록된다.

#### 김종직 비판과 주목
종전 후 허균은 학문 연구와 과거를 준비하던 중 글 「김종직론」을 지어, 사림의 중시조로 추앙받던 김종직을 위선자라고 비판하였다. 이는 사회에 큰 충격을 주었다.
| “ | 김종직론(金宗直論) - 교산(蛟山) 천하에 이록(利祿)이나 취하고 자신의 명망을 훔치는 자가 있는데 세상에서 군자라고 한다면 사람들이 그걸 믿을 것인가? 나는 믿지 못한다고 말하겠다. 왜 그게 믿어지지 않을까? 자기 것으로 해버리거나 훔친다면, 비록 도덕(道德)과 인의(仁義)에서 나왔더라도 거짓 짓임을 면(免)하지 못하는데 하물며 이록(利祿)과 명망이겠는가. 이미 이록을 취하였고 명망을 훔쳐서 한 세상을 속이고 자신의 영화(榮華)와 녹봉을 누린다면, 정말로 자기의 지혜를 다하고 온 마음을 기울여 자기의 직분으로 당연히 할 일에 맞도록 하여야 그의 잘못을 조금이라도 보완할 수 있다. 그런데 반대로, “영화와 녹봉은 나의 뜻이 아니다.” 하면서, 능청스럽게 한갓 그 수레를 붉게 꾸미고 그 인끈을 붉게 하면서 일생을 마친다면, 그의 죄악은 죽음을 당해도 용서받지 못하리라. 김종직은 근세에 이른바 대유(大儒)다. 젊은 시절에는 벼슬하려고도 않더니 세조(世祖)가 과거에 응시하도록 다그치니 부득이(不得已) 과거에 올랐으며, 시종(侍從)의 직책에 드나들더니 벼슬이 높아졌다. 그러면서는 모친이 늙었으므로 억지로 벼슬한다고 일컬었었다. 그러나 어머니가 천수(天壽)를 다하고 세상을 마쳤으나 오히려 벼슬을 그만두지 않았었다. 그의 문인(門人) 김굉필(金宏弼)이 더러 그가 건백(建白, 당대의 중요 문제에 대한 시정책을 건의)하지 않음을 간(諫)하면, 이어서, "벼슬하는 것은 나의 뜻이 아니다. 그러므로 건의하고 싶지 않다."라고 하였다. 김종직과 같은 사람이야말로 참으로, 이록(利祿)을 취하고 명망을 훔치며 능청스럽게 한갓 수레를 붉게 하고 인끈을 붉게 한다고 말해지는 바의 사람이었다. 계유정난(癸酉靖亂)을 당하여 김종직은 박팽년·성삼문 무리처럼 녹을 먹던 사람이 아니었고 김시습처럼 평소에 은택(恩澤)을 입었던 것도 없었다. 다만 시골의 변변찮은 한 선비여서 옛 임금 단종을 위하여 죽어야 할 의리도 없었으니 그가 벼슬하기를 달갑게 여기지 않은 것이 본래 위선이었다. 비록 위선이었지만 이미 뜻을 세웠다면, 임금이 아무리 다그치더라도 죽기를 맹서(盟誓)하고 가지 않았어야 옳았다. 그런데 화(禍)를 두려워하여 억지로 나온 것처럼 하였다. 이미 과거에 합격해서는 붓을 귀에 얹고 임금의 말을 기록했으며, 사책(史策)을 끼고 고운 털자리에 엎드리기도 하였다. 또 고을을 맡아서 그의 어머니를 봉양했으니 그가 이록(利祿)을 취했던 것은 정도를 넘었었다. 또 명호(名號)를 훔치고 싶어 남에게 말하기를, “나에게는 어버이가 있다. 그러나 끝내는 서산(西山)의 뜻을 지키리라.” 하였다. 그러나 이미 어머니의 복제(服制)를 벗고도 응교(應敎) 벼슬을 받았었고 10년 동안에 형조 판서(刑曹判書)로 뛰어올랐다. 그만 쉴 만도 하나 오히려 더 탐(貪)내며 떠나가지 않았다. 책임을 완수치 못하면서 직책상 당연히 해야 할 것도 하지 않다가, 문인(門人)이 그 점을 지적해 주면 모면(謀免)하려고 꾸며대는 말로써 대답하였다. 이게 과연 군자라고 여길 만한가? 이런 속임수는 마땅히 죽임당해야 한다. 그러나 세상에서는 지금까지 계속하여 그 사람을 칭찬하고 있으니 무엇 때문일까? 내가 가만히 그의 사람됨을 살펴보았더니, 가학(家學)을 주워 모으고 문장을 공부해서 스스로 발신(發身)했던 사람에 지나지 않았다. 그러하고 마음은 교활(狡猾)하여 그의 명망을 높이려고 한 세상 사람을 용동(聳動)시켰고 임금의 들음을 미혹(迷惑)되게 하여 이록(利祿)을 훔치는 바탕으로 삼았다. 이미 그러한 꾀를 부렸지만 자기의 재능을 헤아리니 백성을 편하게 하고 구제(救濟)하기에는 부족하였다. 그런 까닭으로 넉넉히 할 수 있는 일이지만 하기를 좋아하지 않는 것처럼 하고는 자신의 졸렬(拙劣)을 감추는 수단으로 하였으니 그것 또한 공교로웠다. 그가 조의제문(弔義帝文)을 짓고 주시(酒詩)를 기술했던 것은 더욱 가소(可笑)로운 일이다. 이미 벼슬을 했다면 이 분이 우리 임금이건만, 온 힘을 기울여 그를 꾸짖기나 하였으니 그의 죄는 더욱 무겁다. 죽은 뒤에 당했던 화란(禍亂)은 불행해서가 아니라 하늘이 그의 간사(奸邪)하고 교활(狡猾)했던 것에 화내서 사람의 손을 빌어다가 명백하게 살륙(殺戮)한 것이 아닐는지? 나는 세상 사람들이 그의 형적(形迹)은 살펴보지 않고 괜스레 그의 명성만 숭상하여 지금까지 치켜 올려 대유(大儒)로 여기는 것을 안타까워한다. 때문에 특별히 나타내어 기록한다. | ” |

허균은 김종직은 조의제문을 지어 세조 찬위를 비난하면서도 그 자신은 세조가 주는 관직을 받았다고 비난했다.
허균은 조의제문 따위를 지은 것은 가소롭다고 하고, 김종직을 가리켜 위학자(僞學者)라고 비난했다. 허균은 또한 김종직을 사기리절기명(私其利竊其名, 이익과 관록을 앉아서 차지했다)고 혹평하기도 했다. 김종직을 매우 예리하게 비판했기 때문에 김종직의 학통을 계승한 사림파에게 심하게 공격당하고, 당대와 이후 조선 멸망 전까지 나타난 온갖 인신공격과 비방의 원인이 된다. 그러나 허균은 이런 비방에 굴복하지 않고 자신의 소신을 당당하게 펼친다.
허균의 저서들은 정조 이전까지 금서(禁書), 불온서적으로 지정, 언급조차 금기시되었다.

#### 과거 급제와 관료 생활 초반

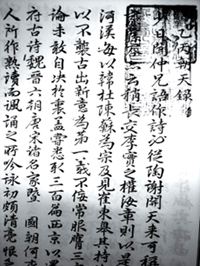
을병조천록

1592년 당시 임진왜란 당시 의병을 일으켜 싸운 공로로 훗날 선무원종공신 1등(宣武原從功臣一等)에 녹훈되었다. 그러나 그가 어느 전투에 출정한 공로로 선무원종공신 1등에 녹훈되었는지는 아직 밝혀지지 않았다.
1593년(선조 26년) 그의 나이 25세 때 한반도 최초 시평론집인 《학산초담》을 지었고 이듬해인 1594년(선조 27년)에는 정시문과(庭試文科)의 을과에 급제하였다. 승문원 사관(史官)으로 벼슬길에 오른 후 명(明) 사신을 접견하는 접반사(接伴使)로 파견된 심희수와 형 허봉에 이어 그해 4월 접반사로 명나라 사신을 수행하고 되돌아왔다. 그해 5월 다시 명나라 사신 접견에 파견된 원접사 수행원의 물망에 오르기도 했다.
바로 설서(說書)를 지냈고 얼마 뒤 정6품 예조좌랑으로 뛰어오르고 명나라에 다녀와 병조 실세인 병조좌랑(兵曹佐郞)으로 승진했다. 1597년 3월에는 문과 중시(重試)에 장원급제를 하여 종3품으로 승진하였다. 중시에 합격한 관료는 정3품 당상관으로의 승진(陞進)이 관례였으나 그에게는 인사 불이익이 가해져 종3품 직책이 부여된다.
1598년 황해도 도사(都事)로 부임하였다. 이때 한성부에 있던 그의 애첩인 기녀가 황해도 임지로 와서 그의 수발을 들었다. 그러나 한성부의 기생을 끌어들여 가까이하였다는 탄핵을 받고 여섯 달 만에 파직되었다. 뒤에 복직하여 춘추관기주관(春秋館記注官), 형조정랑 등을 지냈다. 1598년 10월 병조정랑이 되었다.

### 정치 활동

#### 임진왜란 직후
1599년 5월 다시 황해도 도사로 나갔다. 그러나 그해 12월 한성부의 기생을 데리고 간 일로 사헌부와 사간원에게 계속 탄핵받고 파직당하고 만다. 1600년 복직, 춘추관기주관(記注官)과 세자시강원의 낭관과 지제교(知製敎)를 거쳐 그해 말 장생전(長生殿) 낭청이 되어 의인왕후의 국장도감(國葬都監)과 빈전 행사에 참여하였다. 의인왕후의 국장에 참여한 공로로 1601년 5월, 특별히 가자(加資)되었다.
1601년(선조 34년) 충청·전라 지방의 세금을 걷는 전운판관으로 부임한다. 전운판관이 되었을 때는 부안의 유명한 시인이자 기생인 매창(梅窓)과 교류한다. 둘은 정신상 일에 중점을 두는 관계였다는 설과 매창이 그의 첩이었다는 설이 전한다. 후일 허균은 1609년(광해군 1년) 매창에게 쓴 편지에 “그대는 성성옹(惺惺翁)이 속세를 떠나겠다는 약속을 어겼다고 분명히 웃을 걸세”라고 쓴다. 매창에게 벼슬을 그만두고 은거하겠다는 약속을 한 사정을 알 수 있는데, 이런 약속은 자신의 생각이 그만큼 위험한 것임을 알았기 때문인지도 모른다. 그러나 허균은 이 약속은 끝내 지키지 못한다.
1601년 11월 형조정랑이 되어 내직으로 되돌아왔고 1602년초 병조정랑이 되었다. 그해 5월, 전에 세자시강원으로 있을 때 종1품 대신인 좌찬성 심희수를 시강원의 낭관인 그가 물러가라고 했다는 이유로 사헌부지평 윤경(尹絅)에게 탄핵받고 추고당했다.
1602년 성균관사예(司藝), 사복시정(司僕寺正)을 역임하였으며, 동년 명나라에서 파견되는 사신을 맞는 명사 원접사 이정구(李廷龜)의 종사관이 되어 명나라 외교관들을 상대하였다.

#### 탄핵과 파면, 복직
이후 사복시정(司僕寺正)을 거쳐 1604년(선조 37년) 선무원종공신 1등(宣武原從功臣一等)에 녹훈되었다. 1604년(선조 37년) 7월에 성균관 전적(典籍)이 되고 같은 해 9월 수안군수(遂安郡守)가 되었다. 그러나 불교를 믿는다고 암행어사에게 다시 탄핵받아 벼슬에서 사퇴하였다.
1606년 4월에 원접사 유근(柳根)의 추천으로 명나라 사신 주지번(朱之蕃)을 영접하는 종사관에 임명되자 종사관으로 주지번을 만나 사서육경과 고전을 막힘없이 대화하며 글재주와 넓은 학식으로 이름을 떨치기도 했다. 이때 그동안 보관하던 누이 난설헌의 시선집을 명 사신으로 온 주지번에게 주어 그녀의 사후 18년 뒤에 중국에서 《난설헌집》이 출간된다. 1607년(선조 40년) 상의원정(尙衣院正)을 거쳐 그해 봄 삼척부사(三陟府使)로 나갔다.
1606년 명나라에 난설헌의 시가 출간되자 조선의 문화를 명나라에 알린 공로로 특별히 삼척부사가 된 것이었다. 그러나 재직 중 부청 근처의 법당에 출입하는 것이 누군가에게 목격되어 석 달이 못 되어 불상을 모시고 염불하고 참선한다는 이유로 1607년 5월 사간원과 사헌부에서 탄핵받았다. 그러나 선조는 듣지 않다가 사간원과 사헌부에서 탄핵이 계속되자 쫓겨났다.
그해 음력 5월 6일 숭불(崇佛)했다 하여 파직되었으나 얼마 뒤 종삼품 내자시정(內資寺正)으로 임명되었다. 1607년 7월 복직하여 내자시정(內資寺正)이 되고 그해 사복시정(司僕寺正)을 거쳐 12월 공주 목사로 부임하였으며, 《국조시산》을 편찬한다. 공주 목사로 기용되었을 때는 양반가의 서자 무리와 얼손(孽孫)들과도 호형호제하면서 가까이 터 놓고 지냈고 또다시 파직당한 뒤에는 부안으로 내려가 산천을 유람하며 기생 계생(桂生)을 만났고 천민 출신의 시인 유희경(柳希慶)과도 교분을 두터이 하였다.

#### 중국 방문과 난설헌 문집 편찬

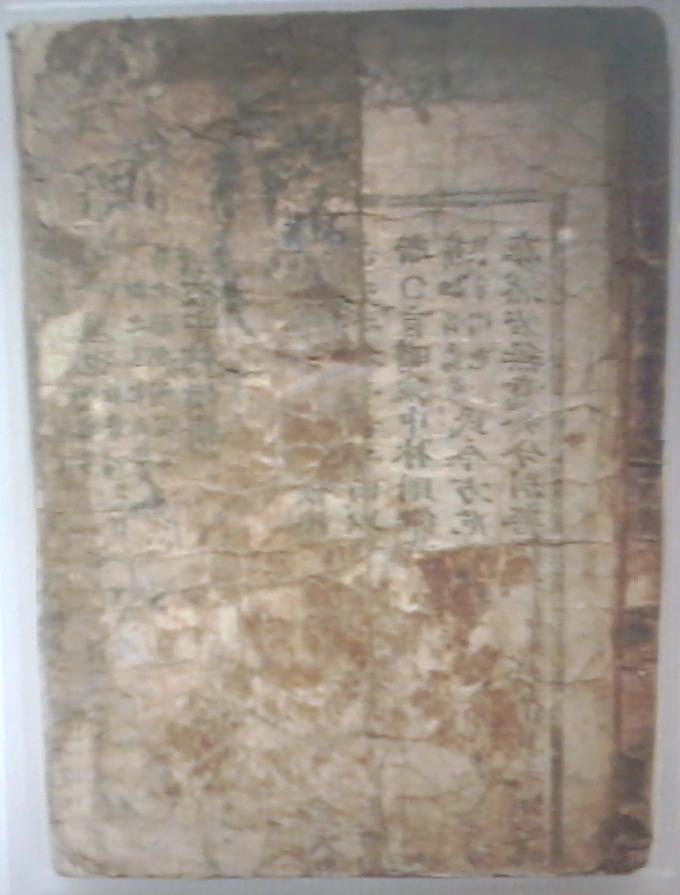
허난설헌 문집 (1608년 간행본)

1608년(선조 41년) 사신으로 명나라에 다녀왔다. 이때 누나인 난설헌(蘭雪軒)의 시를 명나라 문인, 작가들에게 보여주었는데 문인들은 난설헌의 작품성에 찬탄(讚嘆)하여 특별히 출간하고 인쇄하는 비용을 대주기도 하였다. 그해 광해군이 재위에 오르자 대북이 집권하면서 경연관(經筵官)이 되어 경연장에 들었다. 이듬해 1609년(광해군 1년) 행사직으로 익사원종공신 1등에 책록되었다. 그해 형조 참의(參議)가 되고 명나라에서 국왕 책봉사(冊封使)가 왔을 때 이상의(李尙毅)의 종사관이 되었다. 이해에 첨지중추부사(僉知中樞府事)가 되고 이어 형조참의가 되었다. 그해 명나라에 사절단의 수행원으로 베이징에 가서 천주교의 기도문을 얻어 왔다.

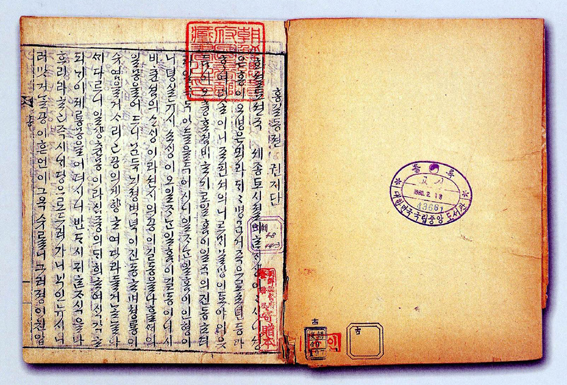
국립중앙도서관이 소장하고 있는 홍길동전 첫 쪽

그런데 귀국 후 1610년 2월 명에 파견될 천추사로 다시 연경에 다녀왔다. 그해 4월 부호군에 제수된 뒤 명나라에 다시 갈 천추사에 임명되자 병을 핑계로 여러 번 상소를 올려 거절했다. 이 일로 탄핵당하고 부호군직에서 파직되었다. 이어 사헌부에서 여러 번 그를 탄핵하였으나 광해군이 이를 듣지 않았다.
1610년 10월 전시(殿試)의 대독관(對讀官)의 한 사람이 되어 과거 답안지를 채점하면서 자신의 조카와 조카사위를 합격시켰다는 혐의로 사헌부에서 탄핵당하였다. 그러나 왕이 듣지 않았으나 11월 내내 사헌부와 사간원에서 수십 차례 탄핵받고 42일간 의금부에 갇혀 지내다가 그해 12월 전라북도 익산군 함열(咸悅)로 유배됐는데 이때 허균이 죄를 뒤집어썼다는 여론도 있었다.
1610년(광해군 2년) 전라북도 익산군 함열에 유배됐고 유배지에 간 뒤에도 양사(兩司)를 비롯해서 재야 각처에서 그의 위리안치(圍籬安置) 등을 원하는 탄핵과 비난이 계속되었으나 그가 북인 당원인 탓에 무사하였다. 배소에서 그는 학동들을 데려다 가르치는 한편 글을 써서 1611년(광해군 3년) 문집 『성소부부고』 64권을 엮었고 1612년에는 한글소설 『홍길동전』을 저술한다. 『성소부부고』는 당대의 용사, 충신, 명사들에 대한 인물평이 담겨 있고 『홍길동전』은 조선 초 실존한 인물인 도적 홍길동을 동기(動機)로 하여 이상향을 표현하였다.
허균은 당시 『홍길동전』의 저자를 밝히지 않았으나 북인계 인사 유몽인이 『홍길동전』이 허균의 작품이라고 외부에 알리면서 그의 작품이라는 사실이 널리 알려지게 되었다. 1610년 5월에는 명나라의 주지번이 그에게 편지를 보냈는데 이 편지의 내용이 화제가 되어 조정에 들기도 했다. 1612년 『홍길동전』을 완성한 뒤 바로 석방되었으며, 그 뒤 몇 년간은 태인(泰仁)에 은거하였다. 1612년 12월 진주사(陳奏使)에 임명되어 명나라에 다녀왔다.

#### 계축옥사와 역모 논란

##### 계축옥사 전후
1613년(광해군 5년) 초 귀국하였다. 그러나 1613년 계축옥사 때 진술자 명단에 언급이 되어 화를 입을 뻔했으나 그는 명나라에 천추사로 다녀왔으므로 다행히도 피화(避禍)하였다. 박응서(朴應犀)·서양갑(徐羊甲)·심우영(沈友英) 등 명가 출신의 서자 7명이 여주 남한강변에 토굴을 파고 무륜당(無倫堂)이라 명명하고 강변칠우(江邊七友)라고 자칭하였다. 허균은 이들과 친하게 지냈지만 이들이 노상에서 강도 등의 행동을 하는 것을 알고 있었기에 가까이 하지는 않았다. 그러나 이들이 강도짓을 한다는 것을 관아(官衙)에 신고하지도 않았다. 이 중 박응서가 한 은상(銀商)을 살해했다가 체포되는데 북인 모사(謀士) 이이첨이 이를 영창대군의 외조부 김제남(金悌男)을 제거하려는 ‘계축옥사’(癸丑獄事)로 확대했다. 살인강도 사건이 역모로 확대된 것이다. 칠서의 변 관련자인 서자들인 박응서, 서양갑 등은 그와 평소 친분이 있었다. 그중에는 그의 처조부 심전의 서자인 심우영 형제도 있었다. 또한 허균의 형 허봉의 친구가 이달로 서자 출신이었던 점까지 의심의 대상이 되었다. 사건 이후 그는 동조하고 가담했다고 의심받았으나 극적으로 위기를 모면한다.
<광해군일기>를 보면, 연루(連累)된 김응벽이 “허균이 김제남의 집에 드나들며 날마다 상의했습니다”라고 자백했다고 전하는데 이덕일은 후일 '실제로 이 서자들과 친하게 지낸 허균이 큰 공포를 느낀 것은 당연했다.'고 봤다. 한편 7서로 지목된 서자들 중 심우영은 심전의 서자인데 심전의 딸이 그의 본부인(本夫人) 안동 김 씨의 친정어머니였다. 심우영은 그에게 서(庶) 처외삼촌뻘 되는 인물이었다. 작서의 고변으로 김제남과 서자들은 모두 사형됐지만 허균은 안전했는데 <광해군일기>를 보면, 사관은 이 사건의 불똥이 자신에게 튀는 것을 피하려고 이이첨에게 접근한 덕분이라 한다. 그러나 대북 계열에서는 그를 의심하는 눈초리로 보게 된다.

##### 대북당에 입당
계축옥사에서 평소 친교가 있던 서류 출신의 서양갑·심우영이 처형당하자 그는 본심을 숨기고 신변의 안전을 도모하려고 이이첨에게 아부하여 대북당(大北黨)에 참여하였다. 1613년 12월 예조참의가 되었다. 예조참의에 임명되자 바로 사간원이 '사람됨이 경박하여 본디 행신에 검속이 없고 이단을 숭봉해서 명교(名敎)에 죄를 졌다'며 파면하고 임용하지 말 것을 건의했지만 광해군은 이를 듣지 않고 허균을 신뢰하였다. 1614년(광해군 6년) 행사직(行司直)을 거쳐 호조참의가 되었다. 1614년 8월 27일 위성원종공신 2등(衛聖原從功臣二等)에 책록되었다.
1614년 12월 명나라에 파견되는 천추사(千秋使)의 한 사람으로 선발되어 중국 연경에 다녀왔으며, 천추사로 갔을 때 조선왕 이성계가 이인임의 아들로 기록된 원인이 된 기록을 입수하여 1615년 1월 조선으로 보냈다. 그 뒤로도 명나라의 각처와 고서점을 다니며 진귀한 책과 유교, 불교 경전을 입수하여 조정으로 보냈고, 광해군은 그의 능력을 칭송하였다. 1615년 2월에는 《학해(學海)》 《임거만록(林居漫錄)》을 조선으로 보내고, 이어 몇 권의 서적을 다시 조선으로 보냈다.
1615년 2월 귀국하였으며, 2월 중순 승문원 부제조가 되었다. 그해 5월 문신들을 상대로 한 정시 문과에서 인정전이란 주제로 시를 지었는데 수석을 차지하였다. 5월 승정원 동부승지가 되었다. 6월에는 전년도 천추사로 명나라에 갔을 때 서책(書冊)을 많이 들여온 공로와 종계 변무사(辨誣事)에 대한 자료와 정보를 입수해서 보냈고 또한 명나라 세종 황제(世宗皇帝)가 친히 지은 잠(箴)과 어필(御筆)을 구해온 공로를 인정받아 특별히 종2품으로 가자의 명이 내려졌다. 그해 6월 가선대부로 승진하였다.
1615년 8월 우승지, 좌승지 등을 지내고 그해 말 동지 겸 진주부사(冬至兼陳奏副使)로 다시 중국에 다녀왔다. 이 두 차례의 사행에서 그는 많은 베이징 체류 중 명나라 학자들과 시문으로 교류, 그의 수려한 문장력에 많은 명나라 문인들과 사귀게 됐다. 명나라 문인들과 사귀면서 그들을 통해 각종 서적을 입수, 귀국할 때 《태평광기 太平廣記》를 비롯하여 많은 책을 가지고 들어왔는데, 이 중에는 천주교 기도문과 지도가 섞여 있었다고 한다.

##### 흉서 문제에 연루
1616년(광해군 8년) 사직 제조(社稷提調)를 거쳐 자헌대부로 승진, 형조판서가 되고, 그해 역모로 몰린 인사들 중 유찬과의 관계가 문제가 되어 파직당했으나 곧 복직했다. 그해 10월 정헌대부로 승진했다. 1616년 말 진주사(陳奏使) 민형남(閔馨男)이 명나라에 파견될 때 진주부사로 연경에 가 공빈 김씨의 추숭을 건의하고 되돌아왔다. 이듬해 1617년에는 정2품 의정부좌참찬 겸 예조판서에 올랐다. 그러나 흉격 사건에 연루되어 길주에 유배됐다가 풀려났다.
1617년 2월 부사직(副司直)으로 강등당했고 흉격 사건에 연루되지 않았음을 해명한다. 그해 3월 아무 관련이 없음으로 드러나 문제는 종결된다. 그러나 그 뒤로도 계속 이런 저런 역모와 흉서 사건에 그의 이름이 오르내려 곤경에 처하게 된다.

#### 인목대비 폐모론
1617년(광해군 9년) 말부터 허균은 인목대비 폐출 논의에 적극적으로 앞장섰다. 인목대비 폐모론에 앞장 선 것은 후일 두고두고 논란거리를 제공한다. 허균이 사형당한 후 그의 외손 이필진은 “인목대비를 폐하자는 의논에 끼어든 것은 본심이 아니었고 간흉(奸凶·이이첨)의 꾐에 빠진 것”이라고 그를 변호했지만, 허균은 남의 사주로 보기에는 지나칠 정도로 폐비 논의에 앞장섰다. 그해 11월 행 사직으로 폐모론에 적극 참여하였다. 심지어 깡패들을 모아 궁궐 뒷산에서 불온한 움직임을 보이기도 했는데, 정황상 인목대비 암살을 계획한 것 같다. 이 행동은 후에 허균 본인이 역모를 꾸몄다는 누명으로 부메랑이 되어 돌아온다.
그가 인목대비 폐모론에 적극 찬성하자 그를 좋게 보던 인사들도 그에게서 등을 돌리기 시작했다. 비교적 그에 대한 비판을 자제하던 기자헌조차 허균을 비난하였고, 그의 문인이자 기자헌의 아들인 기준격 역시 그에게 등을 돌렸다. 한편 신분제도와 서열 차별 등에 항거하기 위하여 서자와 불만계층을 규합하여 혁명을 계획하였으나 그의 거사 계획이 소문이 나면서 외부로 확산되었다. 이는 이이첨, 김개시 등이 칠서의 변에 연루된 서자들과 친분이 있던 허균을 의심하는 계기를 마련한다.
허균은 이이첨, 정인홍보다도 더 인목대비 폐모론에 앞장섰는데, 이 때문에 북인 내에서도 폐모에 반대하는 소북의 영수이자 영의정인 기자헌과 수시로 마찰을 빚었다. 이 일로 폐모를 반대하던 영의정 기자헌과 사이가 벌어지게 된다. 그런데 폐모에 반대한 기자헌이 귀양에 처해지고 길주로 유배되자, 그 아들 기준격은 허균이 배후조종한 것으로 의심, 부친을 구하기 위해 비밀상소를 올리고 “허균이 역모를 꾸몄다”고 주장하면서 파란이 일어난다. 바로 허균도 상소를 올려 자신은 아무 관련이 없음을 변명하였다.

### 몰락과 죽음

#### 탄핵과 사형
1617년 12월 12일 의정부좌참찬이 되었다가 그해 12월 26일 우참찬이 되었다. 그러나 기준격 등은 계속 상소를 올려 그가 역모를 꾸민다고 공격한다. 1618년 1월 기준격은 계속 상소를 올려 그를 공격했고, 1618년 1월 좌참찬이 되고 그 역시 자신이 역모와 무관하다며 해명을 한다. 결국 그해 2월 우의정 한효순 등이 2품 이상의 대신들을 이끌고 허균과 기자헌을 추국하고 문제를 종결시킬 것을 청한다. 허균도 자신을 변호하는 맞상소를 올리는데 광해군은 웬일인지 진상을 조사하지 않고 묻어두었다. 그 와중에 허균은 이이첨과 관계가 멀어지게 된다. 이 무렵 이이첨의 외손녀인 세자빈이 아들을 낳지 못하자 허균의 딸이 양제(세자의 후궁)로 내정된 것이다. 허균의 딸은 소훈이 되어 입궐하였다. 허균에 대한 이이첨의 경계는 한층 강화되었고, 그를 제거하기로 기도한다.
그런데 이이첨이 허균을 제거 대상으로 바라보는 중에 광해군 10년(1618) 8월10일 남대문에 “포악한 임금을 치러 하남 대장군인 정아무개가 곧 온다…”는 내용의 벽서가 붙는 사건이 발생한다. 1618년 8월 남대문 격문은 허균의 심복 현응민(玄應旻)이 붙였다고 한다.
1618년 기준격이 상소를 올려 허균이 왕의 신임을 얻은 것을 기화로 반란을 계획한다고 모함하고, 허균이 반대 상소를 올렸으나 허균에게는 계속 국문이 열렸고 그때마다 무수한 고문이 가해졌다. 결국 허균과 기준격을 대질 심문시킨 끝에 역적모의를 하였다고 응하게 되고, 그의 심복들과 함께 능지처참형을 당해 생을 마감한다.

#### 최후
그해 사헌부와 사간원은 계속 허균을 탄핵하는 상소를 올렸고, 그해 8월 21일 사헌부의 탄핵 상소가 올려진 뒤 바로 파면당했다.
벽서의 작성자가 허균이란 소문이 돌면서 광해군은 과거 기준격의 상소문을 국청에 내려 조사하게 했다. 자신의 최후를 예감한 허균은 8월16일 자신의 문집인 <성소부부고>를 딸의 집으로 옮겨 놓고 다음날 체포된다. 그는 도피하라는 지인들의 권고를 거절하고 자신의 저서와 작품들, 누나 허난설헌의 시문들을 모두 손수 장녀의 집에 옮겼다. 그는 사위 이사성(李士星)에게 나중에 아들에게 물려주어 간행하도록 할 것을 부탁했고, 당시 어린 외손자인 이필진에게도 나중에 자신의 문집을 꼭 간행해줄 것을 유언으로 남기기도 했다.
당시의 허균에 대한 평가는 총명하고 영발(英發)하여 능히 시를 아는 사람이라 하여 문장과 식견에 대한 칭찬을 아끼지 않았다. 그러나 그 사람됨에 대하여서는 경박하다거나 인륜도덕을 어지럽히고 이단을 좋아하여 행실을 더럽혔다는 등 부정적 평가를 내리고 있다. 그해 8월 16일 체포되어 의금부로 압송된 뒤 국문을 받고 8월 24일 한성부에서 거열형을 받았다. 시집간 두 딸은 연좌되지 않았고 그의 아들들은 연좌되어 처형당한다. 그러나 다른 아들들은 하인들의 도움으로 조령 근처로 숨었다가 경상북도 영천과 울산에 숨어 살았다. 이때 그의 나이 향년 49세였다.
그가 체포되자 그와 관련된 인물이 대부분 체포되었고 사위 이사성 역시 체포되어 국문을 당했으나 그를 별로 좋아하지 않아 친하게 지내지 않았음을 들어 극적으로 화를 모면하였다. 그의 조카인 허채, 허보, 허신 등도 의금부로 잡혀가 국문을 당했지만 허균과 친하게 지내지 않았음을 들어 화를 모면하였다. 그가 처형된 직후에도 계속 그와 관련된 인물들이 의금부와 포도청에 불려다니며 공초를 당했다.

### 사후
그의 시신은 수습되지 못했고 훗날 20세기 초에 이르러 선산 근처에 가묘가 조성되었다.
그의 사후 연좌제가 적용되어 강릉에 있는 아버지 허엽의 묘소도 부관참시의 대상이 되었다고 한다. 이후 비 오는 날이면 허균의 선영에는 울부짖음소리가 나, 어느 선비가 없는 자식으로 생각하라는 내용의 위령제를 지낸 뒤 울음소리가 그쳤다 한다. 허균 사후 그의 후손들은 끊긴 것으로 알려져왔으나, 그의 후손들 중 일부는 파가 다른 타 문중(허목 봉례공파)에 양자로 가거나 타인의 후손인 것처럼 변성명을 하고 후손을 이어왔다. 그러다가 1980년대에 허균의 살아남은 아들(허굉)의 직계 자손들이 가첩을 통해 허균의 직계 후손임을 주장하여 오다가, 1995년 양천허씨 허추자산공파 세보에 판도좌랑공 11세손(균)파 교산공파로 숨겨진 혈통을 이어가게 되었다.
그의 작품인 홍길동전은 인조 반정 직전 유몽인 등이 자신들의 문집과 서신 등에 홍길동전의 저자가 허균이라는 기록을 남김으로써 후대에 홍길동전의 저자임이 알려지게 되었다. 허균의 문집과 성소부부고 등은 1668년 외손자 이필진이 간행하여 서서히 알려지게 되었다.
1623년(인조 1년) 인조 반정 이후에도 그가 북인과 대북당원이었던 탓에 복권되지 못하였다. 정조 때와 고종 때 그에 대한 복권 여론이 나타났으나 노론의 강한 반대로 무산되었고, 그는 대한제국이 멸망할 때까지 복권되지 못한다. 1910년(융희 4년) 대한제국 멸망 이후 그의 저서 홍길동전과 그의 사상에 대한 연구가 시작되었다.

## 사상과 활동
그는 자신의 문집에서 〈관론(官論)〉, 〈정론(政論)〉, 〈병론(兵論)〉, 〈유재론(遺才論)〉등을 통해 민본사상과 국방 강화 정책 추진, 신분계급의 타파와 평등한 인재등용과 붕당배척론을 주장하였다.

### 학문 편력, 사상
그는 적서차별의 부당함과 부패관료를 규탄하는 글을 여러 편 남겨 사회비판적인 의식을 보여주었다. 그는 학론(學論)·정론(政論)·유재론(遺才論)·호민론(豪民論)의 논설을 통해 당시 정부와 사회의 모순을 비판하고 개혁방안을 제시했다. 내정개혁을 주장한 그의 이론은 원시유교사상에 바탕을 둔 것으로 백성들의 복리증진을 정치의 최종목표로 삼아야 한다는 것이다.

### 인재 등용론
그는 적자와 서자 모두에게 공평하고 균등한 기회를 부여해야 된다고 생각하였다. 이는 스승 손곡 이달이 서자로서 출세하지 못한 것이 이유라고도 하고, 허균 자신이 재취부인의 소생으로 서자들과 다를바 없는 불우한 처지라서 이에 공감했다는 설도 있다.

### 사상의 자유
유교 사상에 얽매이지 않은 사상적 편력은 당대에도 회자화되었다. 허균은 유교집안에서 태어나 유학을 공부한 유가로서 학문의 기본을 유학에 두고 있으나 당시의 이단으로 지목되던 불교, 도교와 노장사상에 대하여 사상적으로 깊이 빠져들었다. 그는 이러한 사상에 관심을 갖는 것이 아니라 빠질뻔 했다고도 고백하였고, 유교 이외의 사상에서도 정답을 찾을 수 있다고 주장하였다. 특히, 불교에 대해서는 한때 출가하여 중이 되려는 생각도 있었으며 불교의 오묘한 진리를 접하지 않았더라면 한평생을 헛되이 보낼 뻔하였다는 고백을 하기도 하였다. 불교를 믿는다는 사헌부의 탄핵을 받아 파직당하고서도 불교에 호감, 흥미를 갖는다는 자기의 신념에는 아무런 흔들림이 없음을 시와 편지글 등을 통해 일부 밝혔다.
도교사상에 대해서는 주로 그 양생술과 신선사상에 깊은 관심을 보였으며, 은둔사상에도 지극한 동경을 나타내었다. 은둔생활의 방법에 대하여 쓴 〈한정록(閑情錄)〉등을 통해 은둔의 실천과 방법에 대하여 논하였다. 허균 자신이 서학(西學)에 대하여 언급한 것은 없으나 몇몇 기록에 의하면, 허균이 중국에 가서 천주교의 기도문을 가지고 온 것을 계기로 하늘을 섬기는 학을 하였으니, 이는 곧 그가 새로운 문물과 서학의 이론에 남다른 관심을 보였음을 입증한다. 일각에서는 그를 조선인 최초의 천주교인으로 보기도 한다.

### 죽음에 대한 의문점
그의 처형을 두고 당시 조정의 권신이었던 유희분이 죄인에 대한 면밀한 심문 없이 자백 직후 형을 집행했다 하여 의문을 제기하면서 작은 소동이 일었다. 이를 두고 허균의 처형을 강력히 주장했던 또 다른 권신 이이첨이 처형의 정당성과 허균의 역모 혐의를 강조하면서 이 논란은 가라앉았으나, 허균이 능지처참되던 날 형장에서 죄안에 서명하기를 거부하였다는 증언이 있어 의문의 여지를 남겨두고 있다.

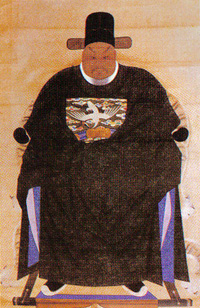
김석주

### 음식 평론

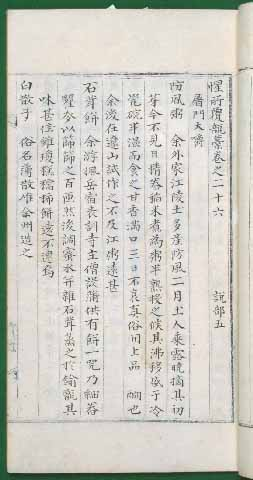
도문대작의 일부

허균은 한국 최초의 음식 평론서도 남겼다. 그가 쓴 우리나라 최초의 음식 품평서 '도문대작'에 관한 내용으로 꾸며진다. 이 책에는 허균이 40 평생 먹어본 조선 최고의 맛이 기록돼 있다.
3일 동안 입에서 향이 가시지 않는다는 강릉의 방풍죽, 회 한 젓가락에 돌아갈 곳을 잊게 한다는 한강의 숭어와 웅어 등 177가지 별미에 대한 평가가 들어있다. 제작진은 "이 책에 등장하는 특산물 중에는 현재 사라졌거나 식재료로 이용되지 않는 것들도 많다"며 "조선 중기 우리 음식 문화의 실상을 알려주는 귀중한 자료"라고 말했다.

## 평가
유몽인은 그가 "역적 허균은 총명하고 재기가 뛰어났다. 고 평가했다. 그가 지은 소설 《홍길동전》은 사회제도의 모순을 비판한 작품으로 알려져 있다. 또한 허균이 진보적인 종교인이어서, 천시 받던 불교는 물론 천주교회까지 신봉하였다는 평가도 있다. 한편 기인이었다는 비판도 있다.
문집에 실려 있는 그의 한시는 많지는 않지만 국내외로부터 품격이 높고 시어가 정교하다는 평을 받는다. 시화(詩話)에 실려 있는 그의 문학비평은 당대에는 물론 현재에도 문학에 대한 안목을 인정받고 있다.
사람됨에 대하여서는 경박하다거나 인륜도덕을 어지럽히고 이단을 좋아하여 행실을 더럽혔다는 등 부정적 평가를 내리고 있다. 그의 생애를 통해볼 때 몇 차례에 걸친 파직의 이유가 대개 그러한 부정적 견해를 대변해주고 있다.
허균의 사회비판적인 의식과 억불숭유사회에서의 불교 숭상, 격에 얽매이지 않는 행동 등으로 인조반정 뒤에도 복권되지 않았다. 홍길동전이 허균의 작품이라고 알려진 것도 조선 말기 갑오경장 이후부터였다.

## 가족
허균이 처형당할 당시 이미 출가한 두 딸은 연좌되지 않았다. 그밖에 이복 형 허성과 친형 허봉의 아들들 역시 연좌되지 않는다. 동인의 초대 당수인 성암 김효원과는 이중 인척이 된다. 김효원은 그의 후처의 친정아버지인데 그의 형 허성의 딸이 김효원의 아들 김극건의 부인이 된다. 김효원의 아들 김극건은 그와 처남 매부간이면서 조카사위-처삼촌간인 이중 인척관계를 형성한다.
그의 아들들은 처형당했고, 허굉 등 일부만이 기적적으로 숨어서 후사를 이었다. 또한 이사성에게 시집간 큰딸, 광해군의 세자인 폐세자 이질의 후궁인 소훈으로 책봉된 딸, 의창군에게 시집간 이복형 허성의 딸은 화를 면하였다.
- 조부 : 허한(許澣)
- 조모 : 창녕성씨(昌寧成氏) - 군수 성희(成熹)의 딸
  - 백부 : 허구(許昫)
  - 아버지 : 허엽(許曄) - 서경덕의 문인. 경상도 관찰사.[13]
  - 전모 : 청주한씨(淸州韓氏) - 서평군 숙창(叔昌)의 딸
    - 이복 형 : 허성(許筬, 1548년 - 1612년)
      - 조카 : 허실(許實)
      - 조카 : 허의(許宜)
      - 조카 : 허보(許)
      - 조카 : 허정(許寊)
      - 조카딸 : 심유(沈愉)에게 출가
      - 조카딸 : 홍영(洪榮)에게 출가
      - 조카딸 : 박홍도(朴弘道)에게 출가
      - 조카딸 : 의창군(義昌君)에게 출가

    - 이복 누나 : 박순원(朴舜元)에게 출가
    - 이복 누나 : 우성전(禹性傳, 1542년 ~ 1593년)에게 출가

  - 생모 : 강릉 김씨(江陵金氏) - 예조참판 광철(光轍)의 딸
    - 동복형 : 허봉(許篈[14], 1551년 - 1588년)
      - 조카 : 허채(許寀)
      - 조카 : 허상(許宀+桒)
      - 조카딸 : 김극건(金克鍵)에게 출가

    - 동복누나 : 허초희(許楚姬, 1563년 - 1589년) 호(號) 난설헌(蘭雪軒)
    - 매형 : 김성립(金誠立)
      - 조카딸 : 김씨(金氏)
      - 조카 : 김희윤(金喜胤)

    - 전처 : 정부인 안동김씨(安東金氏, 1571년~1592년 8월 16일(음력 7월 10일[15])), 도사 김대섭(金大涉)의 딸
      - 아들: 요절 (1592 - 1592)
      - 아들: 요절 (? - 1618)
      - 장녀 : 이사성(李士星)에게 출가
        - 외손자 : 이필진(李必進, 1610~1671)

      - 딸 : 양천허씨(陽川許氏)

    - 후처 : 정부인 선산김씨(善山金氏), 성암(省菴) 김효원(金孝元)의 딸
      - 딸 : 소훈 허씨(昭訓 許氏), 폐세자 질의 후궁
      - 사위 : 폐세자 질
      - 아들 : 허굉(許宏)
        - 손자 : 허흠(許嶔)

    - 첩 : 김씨(金氏)
    - 첩 : 송성옥(宋成玉, 양민) - 송취대(宋就大)의 딸
    - 첩 : 추섬(秋蟾), 현응민(玄應旻) 등과 간통하였다.
    - 첩 : 옥매(玉梅)

허균의 이복형인 허성의 사위가 선조와 인빈 김씨 소생의 의창군(義昌君)이다. 인조는 의창군의 형 정원군의 장남이다.

### 허준, 허자, 허잠과의 관계
허준, 허자, 허목, 허적 등은 그의 먼 친족이었는데, 이들은 모두 허균의 5대조 허추(許樞)의 형 허비(許屝)의 후손들이다.
허비의 차남 허훈(許薰)의 손자가 허자이고, 허목은 5대손이다. 허비의 3남 허지(許芝)의 손자 허론의 서자는 동의보감의 저자 허준이다. 허비의 넷째 아들 허형의 증손이 허잠이고, 5대손이 허적이다.
허자는 8촌, 허준은 10촌, 허잠은 10촌으로, 10촌 이내를 친족으로 간주하고 12촌, 14촌에게도 연좌제를 적용하는 조선시대에는 비교적 가까운 친척에 속했다.

## 관련 작품

### 드라마
- 《임진왜란》 (MBC, 1985년, 배우:김주영)
- 《회천문》 (MBC, 1986년, 배우:김주영)
- 《일지매》 (MBC, 1993년, 배우:김동현)
- 《서궁》 (KBS, 1995년, 배우:김종결)
- 《천둥소리》 (KBS, 2000년~2001년, 배우:최재성, 서상원)
- 《왕의 여자》 (SBS, 2003년~2004년, 배우:박진성)
- 《별에서 온 그대》 (SBS, 2013년~2014년, 배우:류승룡)
- 《허난설헌》 (MBC, 2014년, 배우:신담수)
- 《간서치열전》 (KBS, 2014년, 배우:안내상)
- 《왕의 얼굴》 (KBS, 2014년~2015년, 배우:임지규)
- 《화정》 (MBC, 2015년, 배우:안내상)
- 《왕이 된 남자》 (tvN, 2019년, 배우:김상경)
- 《허식당》 (Wavve, 2025년, 배우:시우민)

### 영화
- 《광해, 왕이 된 남자》 (2012년, 배우:류승룡)

## 저서와 작품

### 저서
- 《홍길동전》

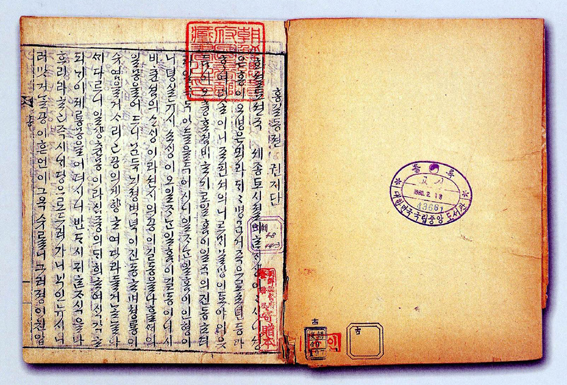
홍길동전

- 《동국명산동천주해기(東國名山洞天註解記)》
- 《도문대작(屠門大嚼)》
- 《남궁두전((南宮斗傳)》
- 《유재론》
- 《성소부부고(惺所覆瓿藁)》
- 《학산초담(鶴山樵談)》
- 《국조시산(國朝詩刪)》
- 《한정록(閑情錄)》
- 《교산시화(蛟山詩話)》
- 《성수시화(惺叟詩話)》
- 《을병조천록(乙丙朝天錄)》

### 평론서
- 《고시선 古詩選》
- 《사체성당 四體盛唐》
- 《당시선 唐詩選》
- 《송오가시초 宋五家詩抄》
- 《명사가시선 明四家詩選》

### 소설
- 〈엄처사전〉
- 〈손곡산인전〉
- 〈장산인전〉
- 〈장생전〉
- 〈남궁선생전〉

## 같이 보기
| - 성소부부고 - 임진왜란 - 이달 - 허난설헌 - 홍길동전 - 홍길동 - 허봉 - 허성 - 이이첨 - 이복남 - 이산해 - 이이 - 김효원 | - 허성 - 허엽 - 허준 - 서경덕 - 심우영 - 심전 - 심연원 - 심통원 - 심의겸 - 율도국 - 이이 - 이매창 - 정도전 - 허목 | - 허난설헌 - 우성전 - 유성룡 - 이이첨 - 정인홍 - 김이원 - 유형원 - 윤휴 - 이서우 - 윤선도 - 홍우원 |

## 관련 서적
- 이가원, 《유교반도 허균》(연세대학교출판부, 2000)
- 박영규, 《한권으로 읽는 조선왕조실록》 (들녘, 1998)
- 박은봉, 《한국사 100 장면》 (가람기획, 1994)
- 이이화, 허균의 생각 (뿌리깊은 나무, 1980)
- 김동욱, 허균연구(새문사, 1981)